# Stomechinidae
De Stomechinidae zijn een familie van zee-egels (Echinoidea) uit de orde Stomopneustoida.

## Geslachten
- Baronechinus Vadet, 2005 †
- Codechinus Desor, 1856 †
- Diplechinus Lambert, 1931 †
- Echinotiara Pomel, 1883 †
- Jeannetia Mercier, 1937 †
- Magnosia Michelin, 1853 †
- Polycyphus L. Agassiz, 1846 †
- Psephechinus Pomel, 1883 †
- Stomechinus Desor, 1856 †
- Thierychinus Lambert, 1910 †
- Tiarechinopsis Lambert, 1936 †